# Samassi
Samassi – miejscowość i gmina we Włoszech, w regionie Sardynia, w prowincji Sud Sardegna.
Według danych na rok 2004 gminę zamieszkiwało 5157 osób, 122,8 os./km². Graniczy z Furtei, Sanluri, Serramanna i Serrenti.